# Hans Gillingstam

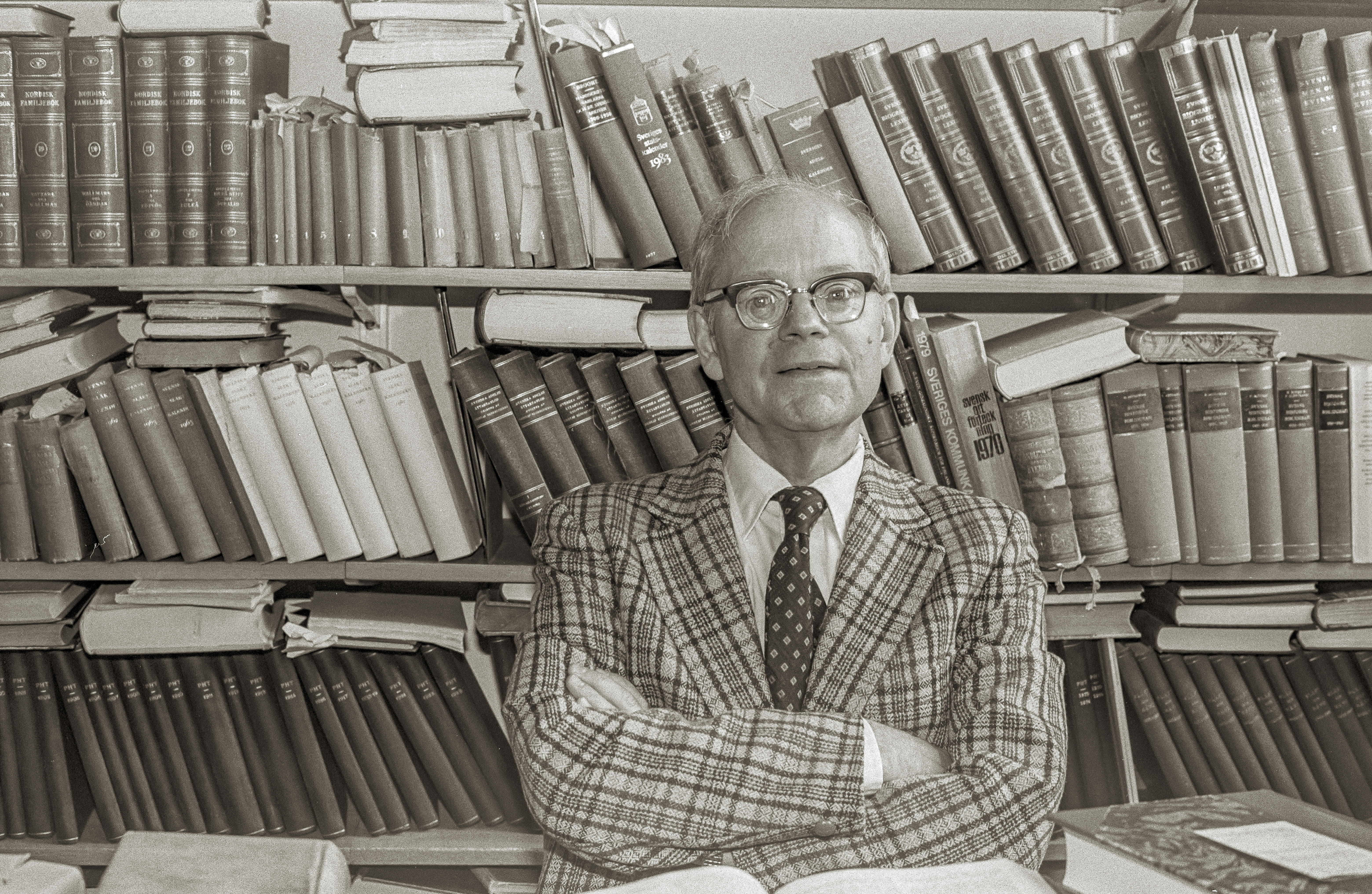
Hans Gillingstam, redaktör vid Svenskt biografiskt lexikon, i sitt arbetsrum i Riksarkivet. 18 september 1983.

Hans Vilhelm Gillingstam, ursprungligen Eriksson, född 22 februari 1925 i Stockholm, död 16 januari 2016 i Solna, var en svensk historiker, som främst utmärkt sig inom medeltidsgenealogin.

## Biografi
Gillingstam var enda barnet till specerihandlaren Ernst Eriksson (1881–1970) och Edit Fredriksson (1893–1978). Han visade tidigt ett starkt intresse för historia och påbörjade redan vid tolv års ålder ett biografiskt lexikon över stormaktstidens generaler, vilket han fem år senare slutförde som ett 268-sidigt enskilt arbete i fjärde ring. Gillingstam studerade historia vid Stockholms högskola och blev 1952 filosofie doktor på den över 800-sidiga avhandlingen Ätterna Oxenstierna och Vasa under medeltiden: släkthistoriska studier (registerdelen utgiven 1953). Den är fortfarande det stora standardverket för medeltidshistoriker. Avhandlingen var genom sin mycket strikta värdering av källmaterialet i sig en demonstration mot den tendens som då ännu fanns hos kända medeltidshistoriker att utifrån knapphändiga data skapa scenerier eller att ge anekdotartade skildringar stort utrymme. I kontrast till detta är Ätterna Oxenstierna och Vasa under medeltiden befriad från värdeomdömen och historiska panoramor. Redan som tjugotvååring hade han dock publicerat en drygt femtiosidig och mycket ingående studie över frälsesläkten Slaweka, Medeltidsätten Slaweka. Två år därefter utgavs hans monografi Ätten Siöblads medeltida släktförbindelser och äldsta historia. Han medverkade 1950 i det första numret av Släkt och hävd (utgivare Genealogiska Föreningen, Stockholm) med sin egen antavla.
Efter anställning i Svenskt diplomatarium och Riksarkivet blev han redaktör vid Svenskt biografiskt lexikon, där han arbetade fram till sin pensionering 1990. Han har även senare bidragit med artiklar i främst medeltidsämnen till lexikonet. Han var en av utgivarna av och författare till flera artiklar i första bandet av Äldre svenska frälsesläkter (1957–1989), utgivet av Riddarhusdirektionen. Han är ensam författare till andra bandet, vars första del (häfte) utkom 2001 och det andra 2013 (red. Lars-Olof Skoglund). Gillingstam är också författare till ett stort antal artiklar i Nationalencyklopedin, de flesta osignerade. Han avslutade 2009 sitt författarskap med en omfattande personhistorisk sammanställning över de medeltida riksråden, Det svenska riksrådets världsliga medlemmar under medeltiden. Därmed har han alltsedan 1943 skrivit mer än 1 700 person- eller släkthistoriskt inriktade artiklar, uppsatser och böcker.
Gillingstam var från 1959 ledamot av Kungliga Samfundet för utgivande av handskrifter rörande Skandinaviens historia, från 1963 korresponderande ledamot av Genealogiska samfundet i Finland, från 1980 hedersledamot av Genealogiska Föreningen, från 1984 ledamot av den rådgivande nämnden för Sveriges medeltida personnamn och från 1987 korresponderande ledamot av Kungliga Vitterhets Historie och Antikvitets Akademien. Han var ledamot av redaktionsutskottet för Personhistorisk tidskrift 1962–1976 och ingick i Svenska nationalkommittén för genealogi och heraldik 1982–1985.
Gillingstam tillägnades 1990 festskriften Individ och historia. Samma år tilldelade Sveriges Släktforskarförbund honom det då nyinstiftade Victor Örnbergs hederspris, uppkallat efter genealogen Victor Örnberg. Han tilldelades 2013 Monteliusmedaljen av Svenska fornminnesföreningen.

### Urval bland ca 1200 titlar
- Medeltidsätten Slaweka.. Stockholm. 1947. Libris 1514946
- Ätten Siöblads medeltida släktförbindelser och äldsta historia.. Skrifter / utgivna av Genealogiska föreningen,0346-7473 ; 4. Stockholm. 1949. Libris 488681
- Ätterna Oxenstierna och Vasa under medeltiden: släkthistoriska studier. Stockholm: [Almqvist & Wiksell]. 1952–1953. Libris 8075012
- Det svenska riksrådets världsliga medlemmar under medeltiden. Runica et mediævalia. Opuscula, 1103-7970 ; 12. Stockholm: Sällskapet Runica et mediævalia. 2009. Libris 11698710. ISBN 978-91-88568-40-3